# Naawan
Naawan è una municipalità di quinta classe delle Filippine, situata nella Provincia di Misamis Oriental, nella Regione del Mindanao Settentrionale.
Naawan è formata da 10 baranggay:
- Don Pedro
- Linangkayan
- Lubilan
- Mapulog
- Maputi
- Mat-i
- Patag
- Poblacion
- Tagbalogo
- Tuboran